# Nokia 2700 classic
Nokia 2700 classic este un telefon mobil produs de Nokia. A fost lansat împreună cu 6303 și 6700. Era asamblat în România, nu se mai fabrică. Succesorul lui este Nokia C2-01.
Are o cameră foto de 2 megapixeli cu rezoluția de 1600 x 1200 pixeli care poate înregistra video la formatul 176 x 144 de pixeli cu 15 cadre pe secundă.
Are o mufă audio de 3.5 mm și suportă card microSD până la 2 GB.
Ecranul are 2 inch care suportă rezoluția de 240 × 320 pixeli.
Pe partea de comunicație are Bluetooth 2.0 și un port micro-USB 2.0. Clientul de e-mail suportă protocoalele POP3, IMAP4 și SMTP
Player-ul audio suportă formatele AMR, AMR-WB, MIDI, MXMF, MP3, AAC, MP4/M4A/3GP/3GA (AAC, AAC+, eAAC+, AMR, AMR-WB), X-Tone, WAV (PCM, a-law, mu-law, ADPCM) și WMA (WMA9, WMA10). Player-ul video suportă formatele 3GP și MP4.